# Kenneth Hyltenstam
Kenneth Hyltenstam (* 3. April 1945) ist ein schwedischer Sprachwissenschaftler und Hochschullehrer.
Hyltenstam ist als emeritierter Professor für Zweisprachigkeitsforschung tätig am Zentrum für Zweisprachigkeitsforschung an der Universität Stockholm. Hyltenstams Forschungsschwerpunkte sind Zweisprachigkeit und Sprachpathologien, Zweitspracherwerb, Sprachwechsel und Spracherhalt in Minoritätensprachen und zweisprachiger Unterricht für Kinder, die aus Minoritäten stammen. 2005 wurde er als ausländisches Mitglied in die Finnische Gesellschaft für Geistes- und Naturwissenschaften aufgenommen. Hyltenstam hat auch eine Reihe von Schriften, Lehr- und Fachbüchern zu diesem Thema veröffentlicht, wie z. B. 1996 das Buch Tvåspråkighet med förhinder? (Zweisprachigkeit mit Hindernissen?) und 1999 Sveriges sju inhemska språk (Schweden mit sieben indigenen Sprachen).